# Allgemeine Deutsche Imkerzeitung
Die Allgemeine Deutsche Imkerzeitung, abgekürzt ADIZ, war eine überregionale deutschsprachige Fachzeitschrift für Imker. Sie war das Verbandsorgan der Landesimkerverbände Baden, Rheinland-Pfalz, Sachsen, Sachsen-Anhalt und Mecklenburg-Vorpommern im Deutschen Imkerbund und enthielt auch dessen Nachrichten.
Die ADIZ erschien seit Januar 1967 und trat an die Stelle der 1966 eingestellten „Deutsche Bienenwirtschaft“. Ursprünglich erschien sie im Bad Godesberger Delta-Verlag, später verlegte sie der Deutsche Landwirtschaftsverlag. Seit 1999 ist Jürgen Schwenkel Chefredakteur.
Die Zeitschrift erschien monatlich unter Mitwirkung der Arbeitsgemeinschaft der Institute für Bienenforschung. Die verbreitete Auflage betrug 9.475 Exemplare, davon wurden 8.031 Exemplare verkauft.
Ab 1998 war die ADIZ inhaltlich identisch mit Die Biene. Zum Jahresende 2016 wurde sie mit dieser vereinigt, um bienen&natur zu bilden.

## Nachweise
1. 1 2 3  Eintrag im Katalog der Deutschen Nationalbibliothek
2. ↑  Geschichte des D.I.B., Website des Deutschen Imkerbundes
3. ↑  Wir über uns, Eintrag auf der Website der ADIZ (Memento vom 22. Dezember 2008 im Internet Archive)
4. ↑  Offizielle Angaben des Deutschen Landwirtschaftsverlages
5. ↑  Nachweis im Katalog der Deutschen Nationalbibliothek
6. ↑  Kerstin Neumann (CvD): Neues Jahr, neues Glück … und ein neuer Name! bienen & natur, 5. Januar 2017